# باشگاه فوتبال سامتسه
باشگاه فوتبال سامتسه یک باشگاه فوتبال حرفه‌ای از سامتسه. بوتان است.